# 索尔雅
索尔雅（法語：Sorgeat，法語發音：[sɔʁʒa]）是法国阿列日省的一个市镇，属于富瓦区。

## 地理
索尔雅（42°43'45"N, 1°51'4"E）面积18.92 平方千米，位于法国奧克西塔尼大區阿列日省，该省份为法国西南部内陆省份，西部和北部与上加龙省接壤，东临奥德省，东南至东比利牛斯省接壤，南与安道尔和西班牙接壤。
与索尔雅接壤的市镇（或旧市镇、城区）包括：阿斯库、阿克斯莱泰尔姆、伊尼欧、蒙塔尤、普拉德、拉法若勒、梅里亚勒。

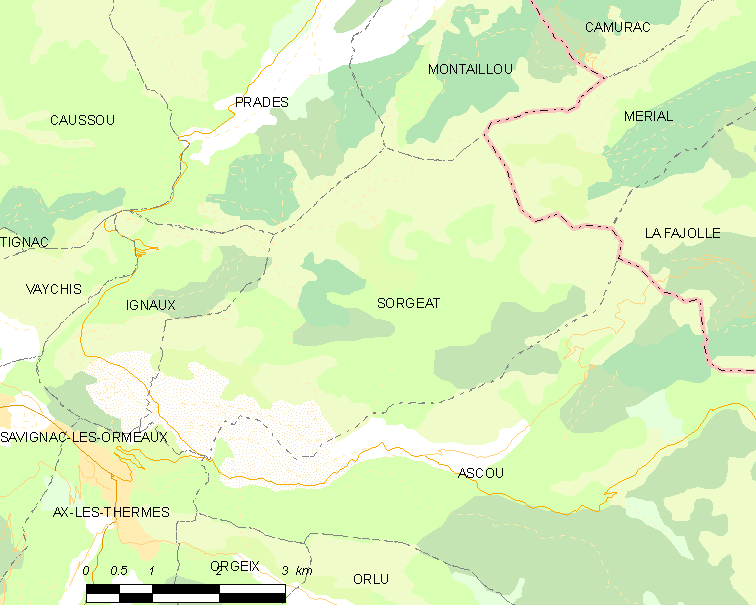
索尔雅的OSM定位图

索尔雅的时区为UTC+01:00、UTC+02:00（夏令时）。

## 行政
索尔雅的邮政编码为09110，INSEE市镇编码为09298。

## 政治
索尔雅所属的省级选区为上阿列日县。

## 人口

1962-2008年间索尔雅人口变化图示

索尔雅于2022年1月1日时的人口数量为90人。